# Matyáš Valenta
Matyáš Valenta (* 21. července 1996 Praha) je český herec. Již ve svých 4 letech se začal objevovat v reklamních spotech, v roce 2004 se objevil v televizním seriálu Redakce, zlom v jeho kariéře však představovala v roce 2006 role Františka Hrubého v seriálu Ulice, kde později začal hrát i se svou sestrou Annou-Marií Valentovou. Zahrál si mimo jiné i ve filmech Rafťáci, Maharal – Tajemství talismanu a Kája a Zabi, za něž v letech 2006 až 2008 obdržel na dětském filmovém festivalu Oty Hofmana v Ostrově třikrát cenu Zlatý dudek.Je to také moderátor herního pořadu DVA3 a spolu s Ladislavem Karpianusem stojí za YouTubovým kanálem o hraní D&D Krotitelé draků, který v současnosti vede.
Matyáš Valenta působí rovněž na divadelních prknech, například v divadle ABC, v minulosti i v Divadle na Vinohradech či ve Švandově divadle, a také dabuje. Podle svých slov by se v budoucnu rád stal režisérem.

## Filmografie

### Filmy
- 2005 Loupežníci – Ondřej
- 2006 Rafťáci – Honzík
- 2007 Maharal – Tajemství talismanu – Ondra
- 2007 Kája a Zabi – Kája
- 2008 Karambol – Marek
- 2009 Případ nevěrné Kláry – Matyáš
- 2009 O království z nudlí a štěstí bez konce – Kuchtík Karlíček
- 2009 3 plus 1 s Miroslavem Donutilem – díl Otcové a dcery, povídka Majordomus Fanda

### Seriály
- 2004 Redakce – malý Jirka
- 2006 – do současnosti Ulice – František Hrubý
- 2006 Zdivočelá země 3 – Filip
- 2010 Cukrárna – Petr Sladký
- 2018 Labyrint III. – Tomáš Heřmánek („Adam“)